# Pegtop Mountain
Pegtop Mountain är ett berg i Antarktis. Det ligger i Östantarktis. Nya Zeeland gör anspråk på området. Toppen på Pegtop Mountain är 1 385 meter över havet, eller 227 meter över den omgivande terrängen. Bredden vid basen är 4,4 km.
Terrängen runt Pegtop Mountain är huvudsakligen kuperad, men västerut är den platt. Trakten är obefolkad. Det finns inga samhällen i närheten. 